# Splanchnotrophus
Splanchnotrophus är ett släkte av kräftdjur som beskrevs av Hancock och Norman 1863. Splanchnotrophus ingår i familjen Splanchnotrophidae.
Släktet innehåller bara arten Splanchnotrophus brevipes. Splanchnotrophus är enda släktet i familjen Splanchnotrophidae.